# Xã Durand, Quận Winnebago, Illinois
Xã Durand (tiếng Anh: Durand Township) là một xã thuộc quận Winnebago, tiểu bang Illinois, Hoa Kỳ. Năm 2010, dân số của xã này là 2.394 người.